# جنو بازار
جنو بازار (بالإنجليزية: GNU Bazaar)‏ هو برنامج لإدارة الكود المصدري تطوره شركة كانونيكال المحدودة؛ وهو مكتوب بلغة بايثون ويعمل على ويندوز وماك ولينكس؛ بازار جزء من مشروع جنو.

## وصلات خارجية
- جنو بازار على موقع Open Hub (الإنجليزية)
- جنو بازار على موقع Free Software Directory (الإنجليزية)